# Viki Gabor
Wiktoria Gabor, detta Viki (Amburgo, 10 luglio 2007), è una cantante polacca.
Ha rappresentato la Polonia al Junior Eurovision Song Contest 2019, svoltosi a Gliwice, e vincendo il concorso con la canzone Superhero. Prima del contest, ha partecipato alla seconda edizione della versione polacca di The Voice Kids, dove è entrata a far parte del team capitanato da Tomson & Baron.

## Biografia
Nata in Germania e trasferitasi prima in Polonia e poi nel Regno Unito, Viki Gabor è tornata in Polonia e si è stabilita a Cracovia con la famiglia all'età di 7 anni.
È salita alla ribalta alla fine del 2018, quando ha preso parte alla seconda edizione di The Voice Kids su TVP2. La sua interpretazione di Roar di Katy Perry, durante le audizzioni, ha ottenuto l'approvazione di tutti e quattro i giudici ed è entrata nel team di Tomson & Baron. Ha raggiunto la finale del programma, dove ha presentato il suo singolo di debutto Time, classificandosi seconda dietro ad Anna Dąbrowska.
A settembre 2019 ha partecipato a Szansa na sukces, il processo di selezione del rappresentante polacco al Junior Eurovision Song Contest 2019, che ha vinto dopo avere ottenuto il massimo dei voti dal pubblico e dalla giuria. Al contest, che si è tenuto il successivo 24 novembre a Gliwice, ha cantato Superhero, una canzone bilingue in polacco e inglese, e ha conquistato il primo posto con 278 punti totalizzati, regalando alla Polonia la sua seconda vittoria consecutiva. Superhero ha raggiunto la prima posizione in classifica in Polonia ed è stato certificato doppio disco di platino con oltre 40 000 copie vendute a livello nazionale.
Nel 2020 sono stati pubblicati i singoli Ramię w ramię, Getaway, Forever and a Night e Not Gonna Get It, che hanno anticipato l'uscita dell'album di debutto della cantante, Getaway (Into My Imagination), avvenuta il 4 settembre. Con oltre 15 000 unità equivalenti, il disco si è guadagnato la certificazione d'oro dalla ZPAV.

## Discografia

### Album in studio
- 2020 – Getaway (Into My Imagination)
- 2022 – ID

### EP
- 2020 – Getaway (Live Acoustics)

### Singoli
- 2019 – Time
- 2019 – Superhero
- 2020 – Ramię w ramię (con Kayah)
- 2020 – Getaway
- 2020 – Forever and a Night
- 2020 – Not Gonna Get It
- 2020 – That's What She Said/Afera
- 2020 – Wznieść się chcę
- 2021 – Moonlight
- 2021 – Toxic Love
- 2022 – Napad na serce
- 2022 – Could Be Mad
- 2022 – So What
- 2022 – Barbie
- 2022 – Cute (feat. Margaret)
- 2023 – Stop Playing Games